# Nam et ipsa sciencia potestas est
 Nam et ipsa scientia potestas est лат. (изговор:нам ет ипса сциенција потестас ест). Сама наука је већ сила. 

## Поријекло изреке
Изрекао велики Френсис Бејкон познат и као Френсис Бекон, енгл. Francis Bacon; енглески филозоф, државник и есејиста. Иако је политичку каријеру завршио неславно, остао је упамћен захваљујући својим филозофским делима, а посебно као заговорник научног метода у време научне револуције. На смјени шеснаестог у седамнаести вијек. 

## Значење
Наука докучује и тумачи природне силе. Али, већ сама наука, је сила- највећа међу силама! 
Значењу ове изреке најбоље потврђује и Лого свјетске организације за информисање:  Scientia est potentia 